# Овчинникова, Мария Анатольевна
Мария Анатольевна Овчинникова (род. 19 октября 1998 года) — казахстанская легкоатлетка.

## Карьера
Воспитанница темиртауской лёгкой атлетики. Специализируется в тройном прыжке с семи лет. Тренируется в темиртауском филиале Карагандинской областной специализированной школы-интерната для одаренных в спорте детей имени Алии Молдагуловой под руководством тренеров-преподавателей филиала ОСШИОСД Ившиной Ларисы Владимировны и Зориной Натальи Витальевны.
На первом юношеском чемпионате Азии (2015) победила в тройном прыжке, а также завоевала серебро в шведской эстафете.
На юниорском чемпионате Азии 2016 года в Хошимине была второй.
Финалистка юношеских чемпионатов мира в Колумбии в 2015 и в Польше в 2016.
Неоднократная чемпионка Казахстана в своей возрастной категории. На чемпионате Казахстана 2017 года в прыжках в длину и в тройной прыжке уступила лишь участнице двух Олимпиад Ирине Эктовой и олимпийской чемпионке Ольге Рыпаковой.
На чемпионате Азии 2017 года выиграла золотую медаль, показав результат 13,72 м, выиграв даже у Ирины Эктовой.
Мастер спорта Республики Казахстан.